# Wicked Lips
Wicked Lips è il quinto EP della rapper australiana Iggy Azalea, pubblicato il 2 dicembre 2019.

## Antefatti
Inizialmente doveva essere una ri-edizione dell'album In My Defense, ma in seguito la rapper ha annunciato tramite Twitter che si sarebbe trattato di un EP separato.

## Tracce
1. Lola (feat. Alice Chater) – 3:53
2. The Girls (feat. Pabllo Vittar) – 4:14
3. Not Important – 2:28
4. Personal Problem – 2:47